# Linie szkieletowe
Linie szkieletowe – wygięcia poziomic obrazują doliny lub grzbiety. Do szybkiego rozpoznania na mapach poziomicowych tych form służą linie szkieletowe:
- osie dolinne (z zaznaczonym kierunkiem spływu wody)
- linie grzbietowe

Linie szkieletowe przecinają się z poziomicami zawsze prostopadle, w miejscach ich największego wygięcia. Jeżeli wygięte poziomice skierowane są wypukłością w stronę spadku stoku lub zbocza - to przedstawiają grzbiet i tam prostopadle do miejsc największego wygięcia poziomic rysujemy linie grzbietową. Jeżeli wygięte poziomice skierowane są wypukłością przeciwnie do spadku terenu to obrazują dolinę lub dolinkę. Tam prostopadle do miejsc największego wygięcia poziomic rysujemy oś dolinną z zaznaczonym kierunkiem spływu wody.